# Tugboat Annie
Tugboat Annie is een Amerikaanse film in zwart-wit uit 1933 onder regie van Mervyn LeRoy. De film is gebaseerd op een reeks korte verhalen van Norman Reilly Raine. Destijds werd hij in Nederland uitgebracht onder de titels Annie van de sleepboot en In de haven van San Francisco.

## Verhaal
Annie Brennan is de bekendste schipper uit haar streek die wordt beschouwd als de beste in haar vak uit heel de Pacific Northwest. Haar sleepboot krijgt echter concurrentie van de rivaliserende Red Severn, die haar constant te slim af is. Annie is getrouwd met Terry, een alcoholist die volgens haar zoon Alec niet in staat is om haar te verzorgen. Alec wil het liefst stoppen met school om zijn moeder bij te staan, maar zij staat er op dat hij zijn school afmaakt. Hierbij legt ze uit dat, hoewel ze regelmatig kibbelt met Terry, ze in zijn nuchtere buien zielsveel van hem houdt.
Door zijn opleiding en harde werk groeit Alec uiteindelijk uit tot een de jongste kapitein van de Pacific Coast. Niet geheel tot ongenoegen van Annie werkt Alec in dienst van Red Severn en hij is zelfs van plan om te trouwen met diens dochter Pat. In de hoop hem van zijn drankverslaving af te helpen, regelt Alec een baan voor zijn vader. Terry verliest tijdens een werkdag zijn controle en valt bijna Severn aan. Als Alec hier van hoort is hij razend. Hij smeekt zijn moeder om haar man te verlaten, maar zij weigert dit. Alec legt haar een ultimatum op en dwingt haar te kiezen tussen hen.
Wanneer Annie duidelijk maakt dat ze haar man nooit kan verlaten, vertrekt Alec. Een korte tijd later leidt Terry's gedrag ertoe dat het stel hun sleepboot 'Narcissus' verliest. Maanden gaan voorbij. Ondanks Pats pogingen hen te herenigen, weigert Alec te spreken met zijn ouders. Als hij tijdens een tocht met zijn boot in een zware storm belandt, trekken Annie en Terry de zee op in de hoop hem te redden. Uiteindelijk is het Terry die het drietal in veiligheid brengt. Hierbij raakt hij ernstig verbrand. Tijdens zijn herstel belooft Terry nooit meer te drinken. Hoewel Annie daar weinig vertrouwen in heeft, is ze blij haar familie herenigd te zien.

## Rolverdeling
| Acteur             | Personage                |
| ------------------ | ------------------------ |
| Marie Dressler     | Annie Brennan            |
| Wallace Beery      | Terry Brennan            |
| Robert Young       | Alexander 'Alec' Brennan |
| Maureen O'Sullivan | Patricia 'Pat' Severn    |
| Willard Robertson  | Red Severn               |
| Tammany Young      | Shif'less                |
| Frankie Darro      | Alec als kind            |
| Jack Pennick       | Pete                     |
| Paul Hurst         | Sam                      |
| Robert McWade      | Burgemeester van Secoma  |

## Achtergrond

### Productie
Het eerste korte verhaal over Tugboat Annie verscheen voor het eerst in 1931 in het tijdschrift The Saturday Evening. Joseph M. Schenck kocht de rechten ervan en kondigde in januari 1933 aan dat de titelrol was weggelegd voor Marie Dressler. Dressler had het echter zeer druk met de opnames van Dinner at Eight (1933) en geruchten ontstonden dat Tugboat Annie, na al verscheidene keren vertragingen opgelopen te hebben, van de kaart gehaald zou worden. Toen de opnames van Dinner at Eight er op zaten, was Dressler uitgeput. Desondanks begon ze een week later aan de eerste draaidag van Tugboat Annie.
Dresslers echtgenoot werd vertolkt door Wallace Beery, een acteur die net zoals zij pas op middelbare leeftijd bekend is geworden. Ze hadden eerder de hoofdrollen vertolkt in het zeer succesvolle Min and Bill (1930) en hoopten met deze film daarvan te profiteren. De regie was in handen van Mervyn LeRoy, die door producent Irving Thalberg werd ingehuurd van Warner Brothers. Dressler was al vanaf het begin van de opnames ernstig ziek aan kanker. Door haar kelderende gezondheid kwam ze regelmatig te laat op de set. Dit geheel tot ongenoegen van Beery, die zich op een dag uitliet over zijn frustraties hierover. LeRoy zette hem op zijn plek, waarna Beery nooit meer negatief sprak over de actrice.
Aanvankelijk zou de rol van Alecs geliefde Pat verolkt worden door Madge Evans. De studiobazen van Metro-Goldwyn-Mayer waren echter van mening dat ze in Dinner at Eight liet merken dat ze niet de beste actrice was en vervingen haar door nieuwkomer Maureen O'Sullivan. Ondertussen vreesde Dressler dat de opnames op locatie in Seattle zouden plaatsvinden. Louis B. Mayer vertelde haar dat daar inderdaad scènes opgenomen zouden worden, maar verzekerde haar er van dat de meeste draaidagen zouden plaatsvinden in Californië.
Desondanks bleek in de zomer van 1933 dat Dressler moeite had met het werk dat van haar vereist werd voor Tugboat Annie. Dressler schreef later in een column dat het opnemen van de stormscène fysiek gezien het zwaarste is dat ze ooit in haar leven had meegemaakt.

### Ontvangst
De verwachtingen van Tugboat Annie lagen erg hoog. De meeste studiobazen van Metro-Goldwyn-Mayer waren ervan overtuigd dat de film een groot succes bij het publiek zou worden. Er werd niet bezuinigd op de kosten en Dressler werd, mede door haar gezondheid, goed behandeld op de set. Ook zelf sprak Dressler zeer lovend over de film en haar personage. De première volgde in augustus 1933, met uitverkochte zalen. De film bleek zo succesvol, dat de prijzen van toegangskaartjes in de Verenigde Staten stegen van 40 naar 50 dollarscent.
Ook de pers was zeer tevreden over de film. Bijna elke critici sprak lovend over Tugboat Annie. Zowel het verhaal als Dresslers acteeroptreden werden in een positief daglicht gesteld. Er werd onmiddellijk gesproken over een vervolg, maar Dressler bleek te ernstig ziek om er aan mee te werken. Niettemin kwam er in 1940 een vervolgfilm van Warner Brothers; Tugboat Annie Sails Again (1940). In dit deel werd Annie vertolkt door Marjorie Main. Een tweede vervolgfilm kwam in 1945 onder de titel Captain Tugboat Annie, met Jane Darwell als Annie.